# Milena Aboyan
Milena Aboyan (armenisch Միլենա Աբոյան; geboren 1992 in Jerewan) ist eine armenische Filmregisseurin und Drehbuchautorin.

## Leben und Wirken
Milena Aboyan wurde als jesidische Kurdin in Armenien geboren. Ab 2010 begann sie eine Schauspielausbildung in Deutschland, welche sie mit der Bühnenreife abschloss. Neben ihrem Schauspielstudium nahm Aboyan an einem Nachwuchsprogramm des Vereins Drehbuchcamp e.V. teil, eine Gemeinschaftsveranstaltung der MFG-Filmförderung Baden-Württemberg und der Hessischen Filmförderung.
Ab 2015 studierte Aboyan an der Filmakademie Baden-Württemberg im Fachbereich Drehbuch und realisierte ab dem dritten Jahr eigene Kurzfilme als Regisseurin.
Ihr erster Spielfilm Elaha hatte seine Weltpremiere in der Reihe Perspektive Deutsches Kino im Rahmen der 73. Internationalen Filmfestspiele Berlin und wurde auf dem 75. Locarno Filmfestival als eines von sechs Projekten für die First Look-Sektion des Festivals ausgewählt. Das Drama erzählt die Geschichte einer jungen Deutsch-Kurdin, die in einem konservativen Familienumfeld lebt und kurz vor ihrer Hochzeit steht. Der Film thematisiert die Konflikte zwischen traditionellen Werten und persönlicher Freiheit, indem Elaha mit den Erwartungen ihrer Familie und der Gesellschaft ringt, insbesondere im Hinblick auf ihre sexuelle Reinheit und Unabhängigkeit. In einer Schlüsselszene wird Elaha von den Eltern ihres Verlobten gedrängt, sich medizinisch auf ihre Jungfräulichkeit hin untersuchen zu lassen, was die absurden Erwartungen an Frauen in ihrem Kulturkreis verdeutlicht. Aboyan beleuchtet durch die Augen ihrer Protagonistin die innerliche Zerrissenheit und den Kampf um Emanzipation, wobei der Film auch kritisch die Perspektiven der Mehrheitsgesellschaft hinterfragt und für weibliche Selbstbestimmung plädiert.

## Filmografie (Auswahl)
- 2016: Die Vertreibung der Elefanten (Kurzfilm) – Drehbuch
- 2018: Was bleibt (Kurzfilm) – Drehbuch
- 2018: Der Greteltrick (mittellanger Film) – Drehbuch und Regie
- 2018: Sonne scheint über August (Kurzfilm) – Drehbuch
- 2021: Süsser Sommer (Kurzfilm) – Drehbuch
- 2023: Elaha – Drehbuch und Regie

## Auszeichnungen
- Emder Drehbuchpreis beim 30. Internationalen Filmfest Emden-Norderney für das Drehbuch Vor dem Anfang.[8]
- 2023: Norderneyer Engel – Integrationspreis der Insel Norderney beim 33. Internationalen Filmfest Emden-Norderney für ihren Spielfilm Elaha.[9]
- 2023: NDR Filmpreis für den Nachwuchs für ihren Spielfilm Elaha[10]
- 2023: DGB-Filmpreis für ihren Spielfilm Elaha[10]
- 2025: Ödön-von-Horváth-Förderpreis[11]